# Gerhard Mostert
Gerhard Mostert, född 4 oktober 1984 i Rustenburg, Sydafrika, är en sydafrikansk rugbypelare. Han spelar andraled for Stade Français i den franske Top 14-liga.